# 5. јануар
Према грегоријанском календару, 5. јануар (5. 1. или 5. I) јест пети дан у години. До краја године има још 360 дана (361 у преступним годинама).

## Догађаји
- 1477 — Битка код Нансија: Карло Смели је поражен и убијен у сукобу с Ренеом II, војводом од Лорене; Бордо је касније постао део Француске.
- 1675 — Битка код Колмара: Француска војска је поразила војске Аустрије и Бранденбурга.
- 1757 — Робер Франсоа Дамјен је извршио атентат на француског краља Луја XV, који је задобио благу повреду и успео преживети. Због својих поступака, Дамјен је рашчеречен и спаљен у Паризу 28. марта 1757. према наредби парламента иако краљ није био склон таквој казни. Последња је особа у Француској погубљена коњском запрегом и черечењем, традиционалном и окрутном казном примењиваном за регицид.
- 1781 — Амерички рат за независност: Британске морнаричке снаге предвођене Бенедиктом Арнолдом спалиле су Ричмонд у држави Вирџинија.
- 1834 — У Крагујевцу су изашле Новине сербске, први српски информативан лист штампан у земљи и службено гласило Кнежевине Србије. Први уредник је био Димитрије Давидовић, оснивач листа у Бечу.
- 1869 — Аргентинске, бразилске и уругвајске снаге заузеле су Асунсион, главни град Парагваја, у Парагвајском рату.
- 1895 — 
  - Немачки физичар Вилхелм Конрад Рендген објавио је да је пронашао X-зраке. Касније су по њему названи рендгенски зраци.
  - Афера Драјфус: Француски војни официр Алфред Драјфус лишен је чина и осуђен на доживотни затвор на Ђавољем острву без доказа о кривици, али је после великог негодовања јавности и ангажованог иступа писца Емила Золе откривен прави кривац, а Драјфус рехабилитован.
- 1909 — Колумбија је признала независност Панаме.
- 1913: 
  - Први балкански рат: У Бици код Лемноса, грчки адмирал Павлос Коунтоуриотис присилио је османску флоту на повлачење у њену базу у Дарданелима, одакле више није изашла до краја рата.
  - Краљ Никола је, упркос става великих сила да Скадар припадне новоствореној албанској држави, инструишући своје делегате на конференцији у Лондону, поручио Лазару Мијушковићу: „Ми смо спремни да све преврнемо, ако нам се Скадар оспори. Ми, богами, не блефирамо, но смо решени да за њега до последњега изгинемо. Ово поновите посланицима Русије, Француске и Енглеске”. Сутрадан је затражио помоћ и од свог зета, италијанског краља Виторија Емануела, као и од француског амбасадора на Цетињу.
- 1916: 
  - Први светски рат: Пред Медовским заливом у Албанији потонуо је италијански брод „Бриндизи” с јужнословенским исељеницима, добровољцима из Канаде и САД, који су кренули да помогну Србији и Црној Гори у Првом светском рату. Добровољци су махом били Срби, Црногорци, Херцеговци, Личани и известан број Словенаца. Од експлозије је погинуло или се утопило 390 добровољаца, а 102 су спасена.
  - Први светски рат: Аустроугарски генералштаб је наредио офанзиву на Црну Гору. Упркос одлучном отпору 60.000 слабо опремљених бораца, аустроугарске трупе су после једне седмице заузеле Цетиње и до 1918. држале Црну Гору под окупацијом.
- 1919:
  - Основана је Немачка радничка партија, касније названа Националсоцијалистичка.
  - У Берлину је подигнут устанак предвођен комунистичком организацијом Спартакистичка лига, с Розом Луксембург и Карлом Либкнехтом на челу.
- 1925 —  Нели Тејлор Рос је изабрана за гувернера америчке савезне државе Вајоминг, чиме је постала прва жена гувернер у историји САД.
- 1933 — Почела је изградња моста Голден гејт у Сан Франциску.
- 1935 — Основане су хумористичко-сатиричне недељне новине Ошишани јеж.
- 1942 — Други светски рат: На основу споразума с нацистичком Немачком, први корпус бугарске фашистичке војске започео је окупацију југоистока Србије. Око 25.000 бугарских војника заменило је Немце у том делу Србије, а из Нишке Бање је терором над српским цивилима руководио штаб Корпуса.
- 1949 — Владе СССР, Бугарске, Чехословачке, Мађарске, Пољске и Румуније донеле су одлуку о стварању Савета за узајамну економску помоћ на састанку у Москви ради организације и усклађивања дугорочног развоја земаља чланица. Те године је савету приступила Албанија, а 1950. Источна Немачка. Савет је расформиран 1991. године.
- 1961 — Војна влада Перуа је ухапсила стотине људи под оптужбом да су комунисти.
- 1964 — Папа Павле VI се састао у Јерусалиму с патријархом Атинагором I. То је био први сусрет поглавара две цркве од 15. века и прва посета римокатоличког поглавара Светој земљи.
- 1969 — Совјетски Савез је лансирао свемирску сонду Венеру 5 у правцу Венере, а после пет дана и Венеру 6, који су до те планете стигли поименично 16. и 17. маја.
- 1976 — У Камбоџи је у време режима Црвених Кмера проглашен нови устав, којим је назив земље промењен у Демократска Кампућија.
- 1980 — Сједињене Државе су увеле санкције против Совјетског Савеза због инвазије на Авганистан.
- 1991 — Рат у Јужној Осетији: Грузијске трупе су напале Цхинвали, што је означило почетак рата.
- 1993 — Танкер Браер је испустио 85.000 тона сирове нафте поред обала Велике Британије.
- 1996 — У Гази је убијен палестински терориста Јахја Ајаш Инжењер, осумњичен за организацију низа самоубилачких терористичких напада у Израелу у којима је погинуло на десетине јеврејских цивила. Погинуо је пошто је у његовим рукама експлодирао мобилни телефон.
- 1997 — Први чеченски рат: Русија је повукла последње јединице Министарства одбране из Чеченије, привремено окончавши војну кампању против чеченских сепаратиста у тој републици.
- 1999: 
  - Сједињене Државе су продужиле економске санкције против СР Југославије, уведене у јуну 1998. због ескалације Рата на Косову.
  - Београдски Фонд за хуманитарно право објавио је податке према којима је 2.000 људи насилно изгубило живот током 1998. на Косову.
- 2001: 
  - Неурохирург из Њујорка оптужен да је у два случаја извршио операције мозга с погрешне стране ослобођен је оптужби и враћена му је дозвола за рад.
  - Рат на Косову: Уједињене нације су саопштиле да су „пронађени докази о радиоактивности на осам од једанаест тестираних подручја на Косову”. Радиоактивност се појавила за време и после НАТО-овог бомбардовања Југославије, када је један већи део цивила оболео од карцинома, а оболели су и италијански војници из КФОР-а. То је довело до истраге Уједињених нација о употреби уранијума на територији Косова.
- 2003: 
  - У Тел Авиву су у истовременим самоубилачким нападима два Палестинца погинуле 22 особе, а више од 100 повређено.
  - Тим који је предводио Мајкл И. Браун открио је Ериду, највећу познату патуљасту планету у Сунчевом систему користећи се фотографијама снимљеним 2003. у опсерваторији Паломар.
- 2004 — У САД је ступио на снагу закон да сви странци који желе ући у земљу морају дати отиске прстију и бити фотографисани.
- 2006: 
  - Побуњеници у Ираку убили су 130 лица.
  - У акцији ЕУФОР-а код Рогатице убијена је Рада Абазовић (47), а тешко рањени њен син Драгољуб (11) и супруг Драгомир Абазовић (48).
- 2011 — Десетине мртвих чавки су нађене у једној улици у шведском граду Фалкопингу. Тај случај је одмах повезан са смрћу 5.000 косова у америчкој држави Арканзас у новогодишњој ноћи, као и са 450 мртвих птица у Луизијани. Амерички научници су оценили да су птице угинуле од шока изазваног новогодишњим ватрометом, а током таквог инцидента у Шведској није било ни ватромета ни олује.
- 2012 — Убијен је 31 затвореник, а 13 њих је повређено у тучи која је избила у затвору у Алтамири, на североистоку Мексика.
- 2014 — Ирачке војне снаге бомбардовале су град Фалуџу, западно од Багдада, да би се обрачунале с екстремистима повезаним с Ал Каидом у том граду. Пошто је ирачка влада признала да је изгубила контролу над Фалуџом, хиљаде становника су напустиле своје домове.
- 2017 — У експлозији аутомобила бомбе близу зграде суда у турском граду Измиру погинуле су две особе, а пет је рањено. Полиција је успела да убије двојицу нападача.
- 2020 — Кинеске власти су саопштиле да је 59 особа оболело од упале плућа непознатог порекла, што је обележило почетак пандемије ковида 19, која ће се брзо проширити широм света.

## Рођења
- 1592 — Шах Џахан, могулски цар. (прем. 1666)[1]
- 1876 — Конрад Аденауер, немачки политичар, 1. канцелар Немачке (1949—1963). (прем. 1967)[2][3]
- 1917 — Џејн Вајман, америчка глумица, певачица и плесачица. (прем. 2007)[4]
- 1931 — Роберт Дувал, амерички глумац, редитељ, сценариста и продуцент.[5]
- 1932 — Умберто Еко, италијански писац, филозоф, семиолог, теоретичар књижевности, есејист и историчар средњег века. (прем. 2016)[6]
- 1933 — Радмила Бакочевић, српска оперска певачица.[7]
- 1938 — Хуан Карлос I од Шпаније, шпански краљ (1975—2014).[8]
- 1940 — Војислав Мелић, српски фудбалер и фудбалски тренер. (прем. 2006)[9]
- 1942 — Звонко Богдан, српски певач.[10]
- 1942 — Озрен Боначић, хрватски ватерполиста и ватерполо тренер.[11]
- 1946 — Дајана Китон, америчка глумица, редитељка, продуценткиња, списатељица и фотографкиња.[12]
- 1952 — Ули Хенес, немачки фудбалер.[13]
- 1953 — Памела Сју Мартин, америчка глумица.[14]
- 1954 — Алекс Инглиш, амерички кошаркаш.[15]
- 1955 — Вељко Миланковић, командант Ударног Батаљона 1 Крајишког Корпуса Војске Републике Српске, Вукови са Вучијака (прем. 1993)[16]
- 1956 — Тадија Качар, босанскохерцеговачко-српски боксер.
- 1957 — Никица Клинчарски, македонски фудбалер и фудбалски тренер.[17]
- 1959 — Кленси Браун, амерички глумац.[18]
- 1965 — Вини Џоунс, енглеско-велшки глумац и фудбалер.[19]
- 1969 — Ристо Видаковић, српски фудбалер и фудбалски тренер.[20]
- 1969 — Мерилин Менсон, амерички музичар, музички продуцент, глумац, визуелни уметник, писац и музички новинар.[21]
- 1972 — Сакис Рувас, грчки певач, глумац, ТВ водитељ и скакач мотком.[22]
- 1974 — Ђорђе Светличић, српски фудбалер.[23]
- 1975 — Бредли Купер, амерички глумац и продуцент.[24]
- 1976 — Иван Томић, српски фудбалер и фудбалски тренер.[25]
- 1978 — Џанјуари Џоунс, америчка глумица и модел.[26]
- 1981 — Дедмаус, канадски музичар, ди-џеј и продуцент електронске музике.[27]
- 1981 — Никола Трајковић, српски фудбалер.[28]
- 1982 — Јаница Костелић, хрватска алпска скијашица.[29]
- 1985 — Саша Стаменковић, српски фудбалски голман.[30]
- 1988 — Никола Калинић, хрватски фудбалер.[31]
- 1988 — Мирослав Радуљица, српски кошаркаш.[32]
- 1993 — Мајкл Оџо, нигеријско-амерички кошаркаш. (прем. 2020)[33]
- 1995 — Ерик Мика, амерички кошаркаш.[34]
- 1996 — Илија Ђоковић, српски кошаркаш.[35]
- 1998 — Ајзак Хамфриз, аустралијски кошаркаш.[36]

## Смрти
- 1066 — Едвард Исповедник, англосаксонски краљ (рођ. 1004)[37]
- 1589 — Катарина Медичи, француска краљица (рођ. 1519)[38]
- 1818 — Марчело Бачарели, италијански барокни сликар. (рођ. 1731)[39]
- 1970 — Макс Борн, немачки физичар. (рођ. 1882)[40]
- 1973 — Александар Арну, француски писац (рођ. 1884)
- 1981 — Харолд Клејтон Јури, амерички хемичар, Нобелова награда за хемију 1934, (рођ. 1893)[41]
- 1985 — Фрањо Пунчец, југословенски и хрватски тенисер. (рођ. 1913)[42]
- 1988 — Пит Маравић, амерички кошаркаш српског порекла. (прем. 1947)[43]
- 1991 — Васко Попа, српски писац (рођ. 1922)[44]
- 1991 — Југ Гризељ, новинар и сценариста, председник Удружења новинара Србије (рођ. 1926)[45]
- 2003 — Масимо Ђироти, италијански филмски уметник (рођ. 1918)[46]
- 2004 — Рефик Мемишевић, рвач, светски и олимпијски шампион (рођ. 1956)[47]
- 2009 — Иван Губијан, југословенски атлетичар (рођ. 1923)[48]
- 2014 — Еузебио, бивши португалски фудбалер. (рођ. 1942)[49]
- 2019 — Драгослав Шекуларац, бивши српски фудбалер. (рођ. 1937)[50]

## Празници и дани сећања
- Српска православна црква слави:[51]
  - Светих десет мученика на Криту
  - Светог Нифонта Чудотворца
  - Светог Павла Неокесаријског
  - Светог мученика Схинона
  - Светог мученика Давида Двинског
  - Светог мученика Хрисогона
  - Светог Теоктиста Новгородског
  - Преподобног Наума Охридског
- Туциндан[52]